# Odwrotne Drury
Odwrotne Drury (także Odwrócone Drury, ang. "Reverse Drury") to brydżowa konwencja licytacyjna, odmiana konwencji Drury.
Po trzecio- lub czwartoręcznym otwarciu 1♥ lub 1♠ (lub wejściu w obronie 1♥ lub 1♠), odzywka 2♣ odpowiadającego obiecuje fit w kolorze otwarcia i około 10-11/12PH.  Powtórzenie koloru przez otwierającego pokazuje minimum otwarcia, inne odzywki są nadwyżkowe i forsują do końcówki.